# Hugo Stuven Cangas de Onís
Hugo Stuven Cangas de Onís (Valparaíso, Chile, 2 de noviembre de 1940- Madrid, España, 24 de abril de 2021) fue un realizador de televisión hispanochileno, afincado en España desde el año 1965.

## Biografía
Hijo de banquero y jueza, llegó a España a mediados de los años 60. Le pidió trabajo a un compatriota que trabajaba en la radio y como él había trabajado en televisión en su país optó por RTVE. Ingresó en Radiotelevisión Española en 1966. Trabajó junto a Enrique Martí Maqueda como regidor. Posteriormente, ya como ayudante de realización, colabora con profesionales consagrados de la emisora como Pilar Miró, Pedro Amalio López y Fernando Navarrete en programas como Antena Infantil, Tarde para todos (1972-1974) y Todo es posible en domingo (1974).
A mediados de la década de los setenta inició su trayectoria como realizador al frente de programas como Más allá, con Fernando Jiménez del Oso. Sin embargo, fue en los programas musicales, de espectáculos y variedades en los que Stuven desplegó sus habilidades, y trasladó su marca a espacios tan emblemáticos en la historia de TVE como Voces a 45 (1975-1976), con Pepe Domingo Castaño y Aplauso (1978-1982); Rock and Ríos, mítico concierto de Miguel Ríos (TVE, 1982); Especial Serrat, con Joan Manuel Serrat (TVE, 1982); El rock de una noche de verano, concierto de Miguel Ríos en Barcelona (TVE 1983); Rock en el ruedo con Miguel Ríos (TVE 1984); Especial Camilo Sesto; Concierto desde Mallorca (TVE 1983) y Concierto de Miguel Bosé (TVE 1983).
También realizó spots publicitarios, entre ellos en 1982 el de Freixenet con Norma Duval, Cheryl Ladd y Ann-Margret.
En la década de los ochenta dirigió Como Pedro por su casa (1985), con Pedro Ruiz y los Especiales de Nochevieja de 1987, Súper 88 con Carmen Maura y Arturo Fernández (muy recordado por los espectadores españoles por la anécdota protagonizada por la cantante italiana Sabrina Salerno, que mostró un pecho involuntariamente durante su actuación), y 1988, con Martes y Trece, Hola, hola 89.
Entre 1987 y 1988, Pilar Miró, directora general de RTVE, le nombró jefe de la Sección de Diseño y Promociones de TVE, en la que se cambia el sistema de promoción y las cabeceras de los programas. Contrató a Nacho Cano para las músicas de algunas cabeceras.
Entre 1989 y 1991 dirigió para TVE, Pero ¿esto qué es?, que supuso el debut en televisión del dúo Cruz y Raya, Ángel Garó, Pepe Viyuela, Faemino y Cansado y Las Virtudes y Caliente, con Ana Obregón, Rody Aragón y Fofito.
Posteriormente es contratado por las cadenas de televisión privadas, y realizó, entre otros programas, El gordo con Irma Soriano (Antena 3, 1993); Uno para todas (Telecinco, 1995-1996), con Goyo González y Popstars: todo por un sueño (Telecinco, 2002) con Jesús Vázquez, que se vería obligado a abandonar en el tercer programa debido a desacuerdos con la cadena. Se encargó igualmente de las galas de Miss España desde 1998 a 2002 para Telecinco, la Gala de la Hispanidad para Telecinco desde 1999 a 2001, la Gala de los Premios Amigo con Andreu Buenafuente para Telecinco (2000), la gala de los  TP de Oro y otros muchos programas en directo.
También trabajó con Jesús Quintero en Ratones coloraos (2002-2004) en Canal Sur; El loco de la colina (2006) de TVE y La noche de Quintero de TVE (2007).
En 2006 publicó el libro autobiográfico Quién te ha visto y quién T.VE Historias de mi tele.

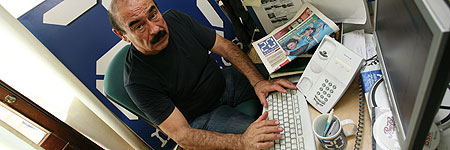
Stuven en 2006, en la redacción de 20 Minutos.

Durante 2008 trabajó con Jesús Quintero para Canal Sur con el programa Ratones coloraos (8.ª temporada). También durante ese mismo año, produjo y dirigió cinco capítulos documentales para Cana Sur Televisión, bajo el título La guerra de la Independencia en Andalucía, con motivo del bicentenario de este evento.
En julio de 2008, la Academia de Televisión y de las Ciencias y Artes del Audiovisual de España le distinguió con el premio al Mejor realizador por el programa Ratones coloraos emitido por Canal Sur.
En 2009 continuó realizando la serie Ratones coloraos de Jesús Quintero en su 9.ª temporada para Canal Sur, así como la primera temporada de Paz en la Tierra, presentado por Paz Padilla, siendo sustituido por Víctor Rivero en la segunda temporada. A la vez, la RTVA le encargó un documental para Canal Sur 2, con recreaciones sobre La batalla de Munda que fue la última batalla de Julio César antes de que le asesinaran. La batalla se desarrolló en los alrededores de Córdoba.
En 2010 siguió con la 9.ª temporada de Ratones coloraos como realizador y preparando nuevos proyectos para diversos canales.
En 2011 realizó la Gala Inocente, Inocente para Antena 3, presentada por Juan y Medio y Cristina Urgel. También dirigió la gala Una noche única de la ONCE (Organización Nacional de Ciegos de España) en La 1, el 11 de noviembre de 2011, en la que fueron muy comentadas las actuaciones de cantantes vivos con fallecidos. Es el caso de Lolita junto a su hermano Antonio, ambos en el decorado de la gala. También realizó y dirigió una nueva gala de Míster y Miss España desde Sevilla a través de la TDT Metropolitan TV y dirigió El disco del año en su séptima edición emitida en diciembre por La 1. 
En 2012, dirigió una gala emitida por La 1 donde reunió a la mayoría de los humoristas españoles en un gran homenaje al fallecido humorista Miguel Gila. Patrocinado por Campofrío después del spot que dirigió Álex de la Iglesia, Hugo junto al Grupo Vértice se puso al mando de esta gala especial titulada Arriba ese ánimo presentada por Santiago Segura. También dirigió otra gala titulada Bailando y cantando contigo para TVE donde participaron los presentadores de TVE y cantantes como Rosa y Daniel Diges presentado por el humorista Carlos Latre.
En 2013 y 2014, realizó dos temporadas del programa Desexos cumpridos (Deseos cumplidos) para TVG.
En 2014-2015, dirigió, realizó y fue coguionista de tres documentales sobre el aceite de oliva El oro de Andalucía, invirtiendo un año en grabar en Andalucía, montar y editar, siguiendo desde la plantación de los olivos, pasando por la floración, recogida, almazaras, envasados hasta llegar a ser consumido. Los documentales muestran las nuevas técnicas olivareras y la posición de España en el mercado mundial. Estos documentales fueron emitidos en Canal Sur Televisión.
En el curso 2017-2018 empezó a dar clases de Realización de musicales (Teoría y prácticas) en el Instituto RTVE donde continuó como profesor hasta su muerte.
Desde 2018 formaba parte del equipo creativo de la ONG, Voces como voluntario. En 2020 dirigió el documental La voz de la cañada sobre un asentamiento ilegal que lleva poblándose desde hace 50 años para la ONG en coproducción con RTVE y SGAE y la colaboración del Instituto RTVE y alumnado voluntario.
Murió en el Hospital de Emergencias Enfermera Isabel Zendal de Madrid por COVID-19, el 24 de abril de 2021, a los 80 años.

## Vida personal
Tuvo diez hijos, entre ellos, el director de cine, guionista y escritor, Hugo Stuven Casasnovas.